# Idlewild (California)
Idlewild es un lugar designado por el censo ubicado en el condado de Tulare en el estado estadounidense de California. En el año 2010 tenía una población de 43 habitantes.

## Geografía
Idlewild se encuentra ubicado en las coordenadas 35°48′34″N 118°40′13″O / 35.80944, -118.67028.